# Liste der geschützten Landschaftsbestandteile in Duisburg
Die Liste der geschützten Landschaftsbestandteile in Duisburg enthält die geschützten Landschaftsbestandteile (abgekürzt „GLB“) auf dem Gebiet der Stadt Duisburg in Nordrhein-Westfalen. Grundlage für die Aufnahme war das Landschaftsgesetzes (LG NW), das 2017 durch das Landesnaturschutzgesetz Nordrhein-Westfalen (LNatSchG NRW) abgelöst wurde.
Die Auflistung ist in zwei Teile gegliedert. Im ersten Teil werden Einträge mit Baumreihen, -gruppen und -alleen. Diese stehen im Zusammenhang mit den Naturdenkmalen in der Stadt Duisburg, die in der Naturdenkmalliste eingetragen sind. Im zweiten Teil sind die übrigen geschützten Landschaften zu finden.

## Baumreihen, -gruppen und -alleen als geschützte Landschaftsbestandteile
Die Stadt Duisburg führt zehn Einträge zu Baumreihen, -gruppen und -alleen. Sie stehen im direkten Zusammenhang mit den Naturdenkmalen Duisburgs. Sie sind entweder in der Naturdenkmalverordnung der Stadt Duisburg (im sogenannten „Innenbereich“) oder im Landschaftsplan der Stadt Duisburg (im sogenannten „Außenbereich“) eingetragen.
Mit dem Stand vom 29. November 2018 sind alle zehn geschützten Landschaftsbestandteile weiterhin existent, während diverse Naturdenkmale gänzlich verloren gegangen sind. In einigen eingetragenen Baumreihen, -gruppen oder -alleen kann die Zahl der umfassenden Bäume allerdings nicht mehr aktuell sein, da einige wenige Einzelbäume aufgrund von Beschädigungen entfernt werden mussten.

### Baumreihen, -gruppen und -alleen im Innenbereich
Die Naturdenkmalverordnung der Stadt Duisburg vom 11. Dezember 2012 führt im sogenannten „Innenbereich“ drei geschützte Landschaftsbestandteile:
| GLB-Nummer | Ort / Lage | Bezeichnung des GLB                            | Art                    | Fläche in ha | Beschreibung                                                         | Bild                                           |
| ---------- | --- | ---------------------------------------------- | ---------------------- | ------------ | -------------------------------------------------------------------- | ---------------------------------------------- |
| HRB1       | Duisburg-Homberg/Ruhrort/Baerl–Baerl Waldstraße 3c, Gärtnerstraße 8 Gemarkung: Baerl; Flur: 11; Flurstück: 676, 918 Karte         | 4 Rotbuchen                                    | Fagus sylvatica        |              | wegen ihrer Schönheit                                                | Bild gesucht BW                                |
| HRB2       | Duisburg-Homberg/Ruhrort/Baerl–Hochheide Moerser Straße, Höhe Ottostraße Gemarkung: Homberg; Flur: 19; Flurstück: 685, 1479 Karte | 3 Rosskastanien                                | Aesculus hippocastanum |              | wegen ihrer Eigenart                                                 | Bild gesucht BW                                |
| R1         | Duisburg-Rheinhausen–Rumeln-Kaldenhausen Düsseldorfer Straße 136 Gemarkung: Kaldenhausen; Flur: 15; Flurstück: 985 Karte          | Allee aus 34 Winterlinden am Haus Kaldenhausen | Tilia cordata          |              | zur Belebung, Gliederung oder Pflege des Orts- und Landschaftsbildes | Allee aus 34 Winterlinden am Haus Kaldenhausen |

### Baumreihen, -gruppen und -alleen im Außenbereich
Der Landschaftsplan der Stadt Duisburg führt in der rechtskräftigen Fassung von September 1992 (geänderte Fassung von September 2009) im sogenannten „Außenbereich“ sieben Einträge zu Baumreihen, -gruppen und -alleen. Die folgenden Angaben haben, sofern nicht anders vermerkt, den Stand von 1992.
| GLB-Nummer | Ort / Lage | Bezeichnung des GLB                                                                                 | Art                                                   | Fläche in ha | Beschreibung | Bild |
| ---------- | --- | --------------------------------------------------------------------------------------------------- | ----------------------------------------------------- | ------------ | --- | --- |
| 1.4.6      | Duisburg-Rheinhausen–Rumeln-Kaldenhausen Bonertstraße Gemarkung: Rumeln; Flur: 2; Flurstück: 38, 69, 74 Karte                                | Baumgruppe bestehend aus vier Rotbuchen                                                             | Fagus sylvatica                                       | –            | Die Baumreihe befinden sich beiderseits der Bonertstraße, südöstlich der Einfahrt zum Wasserwerk. Der Stammumfänge betragen 295–350 cm. Die am Waldrand stehenden Rotbuchen sind ca. 140–160 Jahre alt und ca. 20 m hoch. Die ausgeprägten Kronen haben Durchmesser von jeweils ca. 16 m. Einzelne Astabbrüche sind behandlungsbedürftig. | Bild gesucht BW |
| 1.4.13     | Duisburg-Rheinhausen–Friemersheim Friedhofsallee Gemarkung: Rheinhausen; Flur: 12; Flurstück: 499, 975 Karte                                 | Allee bestehend aus 96 Winterlinden                                                                 | Tilia cordata                                         | –            | Die Allee befindet sich auf dem Friedhof und an der Friedhofallee. Die Stammumfänge betragen 150–170 cm. Die Winterlinden sind ca. 60–80 Jahre alt und säumen den Hauptweg des Friedhofes sowie einen Fußweg südlich des Kruppsees auf einer Länge von ca. 300 m. Sie weisen einzelne Faulstellen an den Stämmen sowie Astabschnitte auf, die zum Teil baumchirurgisch behandelt worden sind. | Bild gesucht BW |
| 1.4.11     | Duisburg-Rheinhausen–Rumeln-Kaldenhausen Friemersheimer Straße / Düsseldorfer Straße Gemarkung: Kaldenhausen; Flur: 15; Flurstück: 430 Karte | Gesamter Baumbestand sowie bodenständige Gehölze insbesondere: eine Blutbuche und zwei Esskastanien | Fagus sylvatica 'Atropurpurea' Castanea sativa        | 0,44         | Der geschützte Landschaftsbestandteil befindet sich ca. 40–180 m südlich der Friemersheimer Straße, ca. 60–130 m östlich der Düsseldorfer Straße. Es umfasst einen von altem Baumbestand durchsetzten, bis zu 30 m breiten und 300 m langen, auf einem Wall stockenden Gehölzstreifen. Von besonderer Bedeutung sind: - eine Blutbuche mit einem Stammumfang von 350 cm. Sie ist ca. 150 Jahre alt und ca. 19 m hoch. Die ausgeprägte Krone hat einen Durchmesser von ca. 16 m. Einige Faulstellen und Astabbrüche sind behandlungsbedürftig. - zwei Esskastanien mit Stammumfängen von 340 und 350 cm. Sie sind ca. 150 Jahre alt und ca. 18 m hoch. Der Kronendurchmesser beträgt jeweils ca. 13 m. Sie weisen einzelne Höhlen auf. Die Bäume sind durch Vandalismus geschädigt. | Bild gesucht [[Vorlage:Bilderwunsch/code!/C:51.3891486,6.6570839!/D:Gesamter Baumbestand sowie bodenständige Gehölze insbesondere: eine Blutbuche und zwei Esskastanien!/\|BW]] |
| 1.4.10     | Duisburg-Rheinhausen–Rumeln-Kaldenhausen Giesenfeldstraße Gemarkung: Kaldenhausen; Flur: 15; Flurstück: 1008 Karte                           | Baumreihe bestehend aus elf Stieleichen, einer Robinie und einer Esche                              | Quercus robur Robinia pseudoacacia Fraxinus excelsior | –            | Die Baumreihe befindet sich südlich der Giesenfeldstraße, westlich der Einfahrt zum Haus Kaldenhausen. Die Stammumfänge betragen 100–200 cm. Die dreizehn Bäume sind ca. 80–120 Jahre alt und sind ca. 20 m hoch. Die ausgeprägten Kronen haben Durchmesser von jeweils ca. 16 m. Die Robinie weist Baumhöhlen auf. Die gesunde Entwicklung der Bäume wird langfristig durch einen eingewachsenen Weidezaun beeinträchtigt. | Bild gesucht BW |
| 1.4.7      | Duisburg-Rheinhausen–Rumeln-Kaldenhausen Mühlenswinkelweg / Bonertstraße Gemarkung: Rumeln; Flur: 2; Flurstück: 242 Karte                    | Baumreihe bestehend aus vier Rotbuchen                                                              | Fagus sylvatica                                       | –            | Die Baumreihe befindet sich zwischen dem Mühlenwinkelsweg im Süden und der Bonertstraße im Norden. Die Stammumfänge betragen 220–305 cm. Die an einem Fußweg am Waldrand stehenden Rotbuchen sind ca. 120–150 Jahre alt und ca. 20 m hoch. Die ausgeprägten Kronen haben Durchmesser von jeweils ca. 16 m. Die Bäume weisen einzelne kleinere Faulstellen auf. | Bild gesucht BW |
| 1.4.8      | Duisburg-Rheinhausen–Rumeln-Kaldenhausen Mühlenswinkelweg / Bonertstraße Gemarkung: Rumeln; Flur: 2; Flurstück: 241, 229 Karte               | Baumreihe bestehend aus sieben Rotbuchen                                                            | Fagus sylvatica                                       | –            | Die Baumreihe befindet sich zwischen dem Mühlenwinkelsweg im Süden und der Bonertstraße im Norden. Die Stammumfänge betragen 210–380 cm. Die Bäume stehen am Waldrand an der Zufahrt zum Wasserwerksgelände, die gleichzeitig als Reit- und Fußweg genutzt wird. Sie sind ca. 120–190 Jahre alt und ca. 20 m hoch. Die ausgeprägten Kronen haben Durchmesser von jeweils ca. 16 m. Die Bäume weisen einzelne kleinere Faulstellen und Wurzelanlaufschäden auf. | Bild gesucht BW |
| 1.4.9      | Duisburg-Rheinhausen–Rumeln-Kaldenhausen Sittardsweg / Am Bindel Gemarkung: Rumeln; Flur: 1; Flurstück: 109 Karte                            | Baumgruppe bestehend aus 45 Rotbuchen                                                               | Fagus sylvatica                                       | 0,23         | Die Baumgruppe befindet sich nordöstlich des Sittardweges, nordwestlich des Weges Am Bindel. Die Stammumfänge betragen 130–300 cm. Die Rotbuchen sind ca. 120–150 Jahre alt, ca. 20 m hoch und bilden mit ihren ausgeprägten Kronen einen lichten Bestand. | Bild gesucht BW |

## Weitere geschützte Landschaftsbestandteile
Der Landschaftsplan der Stadt Duisburg führt in der rechtskräftigen Fassung von September 1992 (geänderte Fassung von September 2009) neben den obigen sieben Einträgen zu Bäumen noch dreizehn weitere geschützte Landschaften.
Sobald sich die Landschaft über mehr als einen Flur oder zu viele Flurstücke verteilt, wird auf eine Angabe der Flurstücke verzichtet.
| GLB-Nummer | Ort / Lage | Bezeichnung des GLB                                                                            | Fläche in ha | Beschreibung | Bild                       |
| ---------- | --- | ---------------------------------------------------------------------------------------------- | ------------ | --- | -------------------------- |
| 1.4.1      | Duisburg-Walsum–Aldenrade Kurfürstenstraße Gemarkung: Walsum; Flur: 26, 27, 28 Karte                                | Gebiet beiderseits der Kurfürstenstraße                                                        | 22,70        | Der geschützte Landschaftsbestandteil befindet sich nördlich des Holtener Mühlenbaches, westlich der BAB 59, südlich des Hülsermannshofes. Er umfasst grundwassergeprägte Brachflächen mit mehreren Kleingewässern und Gräben, trockene Ruderalflächen auf Dämmen und Bahnböschungen sowie jüngere Aufforstungen, kleinflächige Acker- und Grünlandflächen. Ein großer Teil der Fläche wird von dem ehemaligen Schlammbecken einer benachbarten Kläranlage eingenommen. | Bild gesucht BW            |
| 1.4.2      | Duisburg-Homberg/Ruhrort/Baerl–Baerl Rheinstraße Gemarkung: Baerl; Flur: 12, 13 Karte                               | Grünlandbereich um das Pumpwerk                                                                | 5,45         | Der geschützte Landschaftsbestandteil umfasst Wiesen mit zerstreut liegenden Einzelbäumen und -gehölzen in der periodisch überfluteten Rheinaue in Niederhalen | Bild gesucht BW            |
| 1.4.4      | Duisburg-Homberg/Ruhrort/Baerl–Baerl Kohlenstraße Gemarkung: Baerl; Flur: 14 Karte                                  | Kleingewässer, Grünlandbereich und Gehölzbestände                                              | 1,80         | Der geschützte Landschaftsbestandteil befindet sich nördlich der Pumpanlage am Gerdtbach, südöstlich der Bahnanlagen in Gerdt. Er umfasst ein in einer Geländemulde gelegenes Kleingewässer, die angrenzenden Viehweiden, einen Gehölzstreifen sowie eine Hecke. | Bild gesucht BW            |
| 1.4.5      | Duisburg-Rheinhausen–Bergheim Hochheider Straße Gemarkung: Rheinhausen; Flur: 1 Karte                               | Baumgruppen, Einzelbäume, Gehölzstreifen, Einzelgehölze, Grünland und angrenzende Ackerflächen | 3,06         | Der geschützte Landschaftsbestandteil befindet sich östlich der Hochheider Straße, ca. 220 bis 350 m südlich der BAB 40 in Asterlagen. Er umfasst einen durch artenreiche, zum Teil alte Gehölzbestände, gut strukturierten, überwiegend als Grünland genutzten Bereich inmitten von ausgeräumten, intensiv ackerbaulich genutzten Flächen. | Bild gesucht BW            |
| 1.4.12     | Duisburg-Rheinhausen–Friemersheim Schelmenweg / Hohenbudberger Straße Gemarkung: Rheinhausen; Flur: 16 Karte        | Gleisdreieck „Borgschenhof“                                                                    | 2,56         | Der geschützte Landschaftsbestandteil befindet sich südöstlich des Borgschenhofes. Er umfasst ein Teilstück des Kuppengrabens, eine Ackerfläche sowie ein Kleingewässer mit Flach- und Steilufern, auf denen ein Röhrichtgürtel und Gehölzbestände stocken | Bild gesucht BW            |
| 1.4.14     | Duisburg-Süd–Großenbaum Beckerfelder Straße Gemarkung: Huckingen; Flur: 49, 50 Karte                                | Insel im Rahmer See                                                                            | 2,84         | Der geschützte Landschaftsbestandteil umfasst eine ca. 400 m lange und ca. 25 m breite Insel, deren höchste Teile ca. 4 m über dem Wasserspiegel des durch Abgrabung entstandenen Sees liegen. Das südliche und östliche Ufer bildet eine fast vegetationslose Steilwand. Die Insel ist ansonsten von einer trockenen Ruderalflur und von jungem Gebüsch bedeckt. | Bild gesucht BW            |
| 1.4.15     | Duisburg-Mitte–Neudorf-Süd Duisburger Stadtwald Amselsteig Gemarkung: Duisburg; Flur: 205; Flurstück: 90 Karte      | Feuchtgebiet „Am Amselsteig“                                                                   | 2,75         | Der geschützte Landschaftsbestandteil umfasst sechs Kleingewässer (ehemalige Bombentrichter) im Quellbereich des Weißbaches. Die Kleingewässer liegen inmitten eines Erlensumpfwaldes. Die Ufer sind teilweise mit Wasserpflanzen bestanden. Die Erlenbestände reichen stellenweise nah an die Ufer heran und beschatten die Tümpel nachhaltig. | Bild gesucht BW            |
| 1.4.16     | Duisburg-Mitte–Neudorf-Süd Duisburger Stadtwald Nachtigallental Gemarkung: Duisburg; Flur: 205; Flurstück: 90 Karte | Forellenteiche                                                                                 | 4,95         | Der geschützte Landschaftsbestandteil umfasst zwei Teiche, die miteinander in Verbindung stehen, einen Teil des Pootbaches sowie kleinflächige Torfmoos-Erlenbrücher und Birkenbrücher. | Forellenteiche             |
| 1.4.17     | Duisburg-Mitte–Neudorf-Süd Duisburger Stadtwald Hombergweg Gemarkung: Duisburg; Flur: 220; Flurstück: 94, 115 Karte | Gleisdreieck                                                                                   | 5,45         | Der geschützte Landschaftsbestandteil umfasst einen naturnahen bachbegleitenden Erlenwald am Pootbach und einen kleinflächigen Erlenbruch. | Bild gesucht BW            |
| 1.4.18     | Duisburg-Mitte–Neudorf-Süd Duisburger Stadtwald Rehbusch Gemarkung: Duisburg; Flur: 220; Flurstück: 153 Karte       | Feuchtgebiet „Im Rehbusch“                                                                     | 2,10         | Der geschützte Landschaftsbestandteil umfasst einen naturnahen bachbegleitenden Erlensumpfwald, den Pootbach und einen Tümpel, dessen Ufer nur mit wenigen Wasserpflanzen bewachsen sind. | Feuchtgebiet „Im Rehbusch“ |
| 1.4.19     | Duisburg-Mitte–Neudorf-Süd Duisburger Stadtwald Steinbruchweg Gemarkung: Duisburg; Flur: 220; Flurstück: 152 Karte  | Steinbruch                                                                                     | 14,70        | Der geschützte Landschaftsbestandteil umfasst einen verlassenen Steinbruch, der dauerhaft mit Wasser gefüllt ist mit stellenweise 8 m hohen Steilwänden sowie einigen bewachsenen Flachuferbereichen (archäologisches Bodendenkmal „Steinbruch – Mittelalter“). | weitere Bilder             |
| 1.4.20     | Duisburg-Mitte–Neudorf-Süd Duisburger Stadtwald Dachsweg Gemarkung: Duisburg; Flur: 220; Flurstück: 162 Karte       | Feuchtgebiet „Am Dachsberg“                                                                    | 5,20         | Der geschützte Landschaftsbestandteil umfasst mehrere kleinflächige Erlensumpfwälder sowie einige kleinere Tümpel (ehemalige Bombentrichter). | Bild gesucht BW            |
| 1.4.21     | Duisburg-Mitte–Neudorf-Süd Duisburger Stadtwald Rehweg Gemarkung: Duisburg; Flur: 220; Flurstück: 162 Karte         | Kleingewässer                                                                                  | 0,50         | Der geschützte Landschaftsbestandteil befindet sich am Forsthaus Curtius. Er umfasst zwei Kleingewässer und eine Teilstrecke des Bummelbaches. Die Kleingewässer sind über jeweils einen Graben mit dem Bummelbach verbunden. Die Kleingewässer sind in der Schwimmblattzone und in der Röhrichtzone mit zahlreichen Arten bewachsen. | Bild gesucht BW            |